# Marko Oršolić
Marko Oršolić (Tolisa, 3. kolovoza 1943.) hrvatski je katolički svećenik iz rerda franjevaca, publicist i politolog.

## Životopis
Osnovnu školu pohađao je u Tolisi od 1950. do 1958. te gimnaziju u Visokom od 1958. do 1962. godine. Filozofsko-teološki studij je pohađao u Sarajevu (1963.-1964.; 1966.-1967.) i Königsteinu (1967.-1969.). Zatim je u Sarajevu studirao povijesti (1969.-1973.) i politologiju (1969.-1974.). Završio je postdiplomski studij filozofiju u Dubrovniku (1977.) i teologije u Ljubljani (1988.).
Za svećenika je zaređen 1968. godine. Bio je profesor u Visokom (1973.-1986.) te na Teologiji u Sarajevu od 1986. godine. Bio je tajnik režimskog Udruženja katoličkih svećenika „Dobri Pastir”.
Potpisnik je Deklaracije o zajedničkom jeziku, u kojoj se tvrdi da se u Hrvatskoj, Bosni i Hercegovini, Srbiji i Crnoj Gori govore nacionalne standardne inačice zajedničkog policentričnog standardnog jezika.

## Djela
- „Das Christentum als Aprioro der Revolution in der Blochschen Philosophie” (München, 1972.)
- „Djelovanje franjevaca u srednjovjekovnoj Bosni” (Sarajevo, 1972.)
- „Filozofija znanosti Rogera Bacona (II dio)” (Sarajevo, 1979.)
- „Kršćanin u službi revolucije” (Zagreb, 1976.)
- „Socijalno-politički pogledi fra Josipa Markušića” (Sarajevo, 1981.)
- „Zlodusima unatoč. Intervjui: 1988-2002” (Rijeka-Sarajevo, 2003.)[1]

### Mrežna sjedišta
- Oršolić, Marko. Bosna Srebrena. Sarajevo.  journal zahtijeva |journal= (pomoć)
- Deklaracija o zajedničkom jeziku. Jezici i nacionalizmi